# Jan Bos
Jan Bos (Harderwijk, 29 marzo 1975) è un ex pattinatore di velocità su ghiaccio e pistard olandese.
È stato il portabandiera della delegazione olandese durante la cerimonia di apertura dei XX Giochi olimpici invernali a Torino nel 2006.

## Palmarès

### Olimpiadi
- Argento a Nagano 1998 nei 1000 metri.
- Argento a Salt Lake City 2002 nei 1000 metri.

### Mondiali
- Oro a Berlino 1998 nello sprint.
- Oro a Heerenveen 1999 nei 1000 metri.
- Argento a Varsavia 1997 nei 1000 metri.
- Argento a Calgary 1999 nello sprint.
- Argento a Nagano 2000 nei 1000 metri.
- Argento a Inzell 2005 nei 1000 metri.
- Bronzo a Nagano 2000 nei 1500 metri.
- Bronzo a Heerenveen 2006 nello sprint.